# 砂拉越国民党
砂拉越国民党（英語：Sarawak National Party；简称：SNAP）是一个已不存在的马来西亚砂拉越政党。
2002年11月5日，砂拉越国民党被社团注册局吊销注册，马来西亚联邦法院于2013年1月17日以该党未能解决领导层危机为由，维持这一决定。

## 历史

### 早年
1961年4月10日，砂拉越国民党成立，成为继人民联合党和国家党之后砂拉越第三个本土政党。该党代表达雅族的利益，而人联党和国家党尽管也有达雅人参与，但达雅人的利益在这两党只是次要的。
因此达雅人，特别是伊班人担忧他们会在砂拉越成为独立国家的决策中被抛在后面。所以砂拉越国民党就在第二省木中成立了，并且受到大部分伊班人的支持，而伊班人当时占砂拉越总人口三分之一。史蒂芬·加隆·寧甘担任该党的秘书长。
1963年，经过慎重考虑后，砂拉越国民党正式接纳非达雅人为党员，黄金明成为该党第一名华裔党员。阿邦奥斯曼则是该党第一名巫裔党员。这些党员的加入使国民党成为多元种族的政党，尽管其主干仍是达雅人。
1963年，该党加入砂拉越联盟，与国家党、土著阵线、保守党和砂华公会共同执政砂州，宁甘出任首任砂拉越首席部长。但是，宁甘在1966年砂拉越州宪政危机中下台，该党也因此退出砂州联盟，成为反对党。
1969年全国大选中，砂拉越国民党赢得9席。1974年全国大选则以9席成为与民主行动党并列的最大反对党。该党党魁黄金明于1974年8月出任国会反对党领袖，但于10月30日在内安法令下被扣留，爱德蒙朗估接任反对党领袖。1976年，该党加入国民阵线，重新成为执政党。

### 1983年领导层危机
1980年，国民党内部派系在外部势力涉入下，出现两大派系斗争。一派以黄金明为首（力主走多元路线）；另一派以廖莫宜和丹尼尔达詹为首（走以达雅族为主流的路线）。主席恩达威在权斗中突然于1980年7月辞职，斗争走向表面化。
1981年12月的党选中，黄金明阵营对垒廖莫宜阵营。黄金明阵营狂胜，达雅族领袖被挤出领导层。
1982年全国大选中，黄金明试图阻止廖莫宜派系上阵。首席部长泰益玛目决定尊重黄金明提交的候选人名单，但是国阵的砂拉越成员党在选举中丢失5席，其中有3席由廖莫宜派系的成员从国民党手中赢得（巴特力阿冷、艾威丹昆、爱德蒙朗估）。
1983年，时任砂拉越副首席部长的丹尼爾達詹被开除党籍，理由是他在1982年大选中助选挑战国民党候选人的叛徒。尽管如此，丹尼爾達詹拒绝卸任副首席部长。最终，丹尼爾達詹和廖莫宜在1983年6月成立新党——砂拉越达雅党（PBDS）以挑战黄金明在国民党的领导地位。廖莫宜出任新党主席，丹尼爾達詹为副主席。达雅党很快就请求加入国阵，在国民党的强烈反对下，泰益玛目接纳了该党。时任首相马哈迪·莫哈末也欢迎达雅党的加入。
达雅党的加入削弱了国民党，因为国民党的一些选区被分配给了达雅党，而且其在达雅族的代表权也被达雅党夺去。1983年州选中，国民党决定上阵其在1979年州选中的所有18个席位，拒绝让给达雅党。泰益玛目最终允许两党以各自的竞选标志上阵州选。此次州选中，国民党上阵18名候选人，达雅党则上阵14人。最后，国民党仅赢得8席，达雅党赢得6席。

### 加入民联
2010年4月18日，砂拉越国民党退出国阵，加入反对党联盟人民联盟。但是，就在2011年砂拉越州选前，国民党因为在议席分配上与人民公正党无法达成共识，最终退出民联。在这场州选中，国民党丢失仅存的一席，在一些选区还丧失了按柜金。

### 解散
2002年11月5日，砂拉越国民党被社团注册局吊销注册，党内亲国阵派分裂出民主进步党。马来西亚联邦法院于2013年1月17日以该党未能解决领导层危机为由，维持这一决定，砂国民党正式走入历史。

### 砂拉越新国民党
2021年，砂拉越国民党末任主席史丹利朱戈与前国民党元老宣布成立砂拉越新国民党，自称是旧国民党的继承者，但还未向社团注册局注册。

## 大选成绩
| 选举 | 赢得席位 | 竞选席位 | 总得票数   | 得票率     | 选举结果                             | 选举领袖         |
| ---- | -------- | -------- | ---------- | ---------- | ------------------------------------ | ---------------- |
| 1964 | 4 / 159  | 11       | 州议会委任 | 州议会委任 | ▲4席；执政联盟 （砂拉越联盟）        | 史蒂芬·加隆·寧甘 |
| 1969 | 9 / 144  | 16       | 64,593     | 2.69%      | ▲5席；反对党                         | 史蒂芬·加隆·寧甘 |
| 1974 | 9 / 144  | 11       | 117,566    | 5.55%      | ━ ；反对党， 后执政联盟 （国民阵线） | 恩达威           |
| 1978 | 9 / 154  | 9        | 45,218     |            | ━ ；执政联盟 （国民阵线）            | 恩达威           |
| 1982 | 6 / 154  | 9        | 41,295     |            | ▼3席；执政联盟 （国民阵线）          | 黄金明           |
| 1986 | 4 / 177  | 9        | 34,221     | 0.72%      | ▼2席；执政联盟 （国民阵线）          | 黄金明           |
| 1990 | 3 / 180  | 9        | 35,754     |            | ▼1席；执政联盟 （国民阵线）          | 黄金明           |
| 1995 | 3 / 192  | 9        | 44,185     |            | ━ ；执政联盟 （国民阵线）            | 黄金明           |
| 1999 | 4 / 193  | 9        | 45,519     |            | ▲1席；执政联盟 （国民阵线）          | 黄金明           |
| 2004 | 0 / 219  | 19       | 28,579     | 0.41%      | ▼4席；无代表                         | 艾威敦丹布卡     |
| 2008 | 0 / 222  | 19       | 12,567     | 0.16%      | ━ ；无代表                           | 艾威敦丹布卡     |

## 州议会选举成绩
| 州议会选举 | 州议会  | 州议会              |
| 州议会选举 | 砂拉越  | 赢得席位 / 竞选席位 |
| ---------- | ------- | ------------------- |
| 1969       | 12 / 48 | 12 / 46             |
| 1974       | 18 / 48 | 18 / 47             |
| 1979       | 16 / 48 | 16 / 18             |
| 1983       | 8 / 48  | 8 / 18              |
| 1987       | 3 / 48  | 3 / 11              |
| 1991       | 6 / 56  | 6 / 8               |
| 1996       | 7 / 62  | 7 / 7               |
| 2001       | 6 / 62  | 6 / 7               |
| 2006       | 1 / 71  | 1 / 28              |
| 2011       | 0 / 71  | 0 / 26              |